# Mellow my mind
Mellow my mind is een lied dat werd geschreven door Neil Young. Hij bracht het in 1975 uit op zijn album Tonight's the night. Synthpop-band Simply Red bracht in 1998 een cover van het nummer uit die de dancetop van Billboard bereikte.

## Tekst en muziek
In het nummer speelt Young op een mondharmonica. Verder zijn een elektrische gitaar, piano, bas en drums te horen. Tijdens zijn theatertour in 2007 voerde hij het nummer op met alleen een mondharmonica en banjo.
In het nummer vraagt Young zijn geliefde om zijn geest te verzachten en hem weer als een schooljongen te laten voelen.
Hij zingt de oorspronkelijke versie van het lied met sentiment en een krakende stem, waarbij hij verschillende malen buiten zijn stembereik belandt. Recensies variëren van heel positief tot en met een vergelijking in het magazine A.V. Club met iemand die net een fles tequila achter de kiezen heeft.

## Covers
Er verschenen enkele covers van het nummer. De synthpop-groep Simply Red plaatste bijvoorbeeld vier versies op een single: een popmix, radiomix, clubmix en dub. In de VS kwam deze single op nummer 39 van de dancetop van Billboard terecht. De band plaatste het nummer hetzelfde jaar ook nog op het album Blue.
Ook andere artiesten plaatsten het nummer op een album. Voorbeelden hiervan zijn van de Zweedse duo Hederos & Hellberg (Together in the darkness, 2001) en de Noorse zanger Filip Ring Andersen, alias Ring (Everybody knows this is Norway, 2001).